# روبرت ماكي
روبرت ماكي (بالإنجليزية: Robert McKee)‏ هو كاتب وكاتب سيناريو وكاتب مسرحي أمريكي، ولد في 30 يناير 1941 في الولايات المتحدة.

## وصلات خارجية
- الموقع الرسمي
- روبرت ماكي على موقع IMDb (الإنجليزية)
- روبرت ماكي على موقع ألو سيني (الفرنسية)
- روبرت ماكي على موقع ميوزك برينز (الإنجليزية)
- روبرت ماكي على موقع أول موفي (الإنجليزية)
- روبرت ماكي على موقع أول موفي (الإنجليزية)
- روبرت ماكي على موقع قاعدة بيانات الفيلم (الإنجليزية)
- روبرت ماكي على موقع كينوبويسك (الروسية)